# Scottish Open 1907
Die Scottish Open 1907 waren die erste Austragung dieser internationalen Meisterschaften von Schottland im Badminton. Sie fanden Anfang des Jahres in Aberdeen statt. Bei dieser Auflage wurden nur vier Disziplinen ausgetragen, auf die Ausspielung des Dameneinzels wurde verzichtet.

## Finalresultate
| Disziplin    | Sieger                             | Finalist                | Ergebnis    |
| ------------ | ---------------------------------- | ----------------------- | ----------- |
| Herreneinzel | George Alan Thomas                 | James Crombie           | 15–4, 15–9  |
| Herrendoppel | George Alan Thomas R. G. P. Hunter | James Crombie W. McKay  | 15–12, 15–4 |
| Damendoppel  | F. A. Todd V. I. Todd              | P. MacKenzie W. S. Gill | 15–9, 15–6  |
| Mixed        | George Alan Thomas G. L. Murray    | R. G. P. Hunter Whyte   | 15–3, 15–10 |